# Johan Anders Fahlroth
Johan Anders Fahlroth, född 24 december 1766, död 28 maj 1850, var en svensk jurist och skriftställare.
Fahlroth var auditör vid livregementsbrigaden 1794-1807. Han fick assessors titel 1794 och därefter lagmans titel. Han var även skriftställare, översättare och amatörtonsättare samt medlem av Harmoniska Sällskapet i Stockholm.
Fahlroth invaldes som ledamot nummer 211 i Kungliga Musikaliska Akademien den 10 mars 1802.